# 효의양황후
효의양황후 증씨(孝毅襄皇后 曾氏, 만력 33년(1605년) ~ 순치 3년/융무 2년 8월(1646년))는 융무제(隆武帝)의 황후이다.

## 생애
숭정 5년(1632년), 당왕세자 주율건(朱聿鍵)은 조부인 당단왕(唐端王) 주석황(朱碩熿)이 서거한 후에 당왕으로 즉위하자, 당왕세자빈 증씨는 당왕비로 즉위 하였다. 숭정 9년 12월(1637년), 당왕 주율건이 폐서인이 되자, 증씨도 폐서인이 되었다.
숭정 17년(1644년), 명나라가 멸망한 후에 남명의 홍광제(弘光帝)가 즉위하고 나서, 폐서인이 된 주율건은 홍광제의 명으로 복권 되었고, 양왕(陽王)으로 봉하였다. 그 이듬해인 순치 2년/홍광 원년(1645년) 7월에는 당왕으로 복봉되었고, 다음달인 8월에는 홍광제가 청나라 군대에 잡혀 죽임을 당하자, 당왕 주율건이 융무제(隆武帝)로 즉위하여 당왕비 주씨는 황후로 즉위 하였다.
그 이듬해인 순치 3년/융무 2년(1646년) 8월, 청나라의 군대가 복건성을 함락한 후에 청나라군에게 융무제가 잡힌후에, 황후 증씨는 복건의 바다에서 투신하였다.

## 존호, 시호
순치 4년/영력 원년(1647년), 영력제가 즉위한 후에 융무제에게 사문황제(思文皇帝), 황후 증씨에게는 사문황후(思文皇后)로 존봉하였으며, 후에 시호를 주어서 효의정렬자숙현명승천창성양황후(孝毅貞烈慈肅賢明承天昌聖襄皇后)로 추존을 하였다.